# مفتاح الحكايا (مسلسل)
مفتاح الحكايا هو مسلسل سوري موجه للأطفال، وهو من أعمال المخرجة ليانة بدر. المسلسل من إنتاج شبكة راديو وتلفزيون العرب art  في حين أن سنة الإنتاج كانت في 1996م